# Dane Suttle
Dane Lee Suttle (Los Angeles, 9 agosto 1961) è un ex cestista e allenatore di pallacanestro statunitense, professionista nella NBA e in Australia.

## Carriera
Venne selezionato dai Kansas City Kings al settimo giro del Draft NBA 1983 (152ª scelta assoluta).